# Governació del Riu de la Plata
La Governació del Riu de la Plata (o, oficialment des de 1777, Governació de Buenos Aires), va ser una entitat territorial integrant de l'Imperi espanyol  a la zona de la conca del Riu de la Plata, creada a partir de la subdivisió de la Governació del Riu de la Plata i del Paraguai el 1617. Va formar part del Virregnat del Perú fins a l'any 1776, data en la qual va passar a integrar el recentment creat Virregnat del Riu de la Plata, conservant el nom comú de «Buenos Aires» com l'oficial, que incloïa als futurs establiments patagons orientals, i el 1783, es convertiria en la Intendència de Buenos Aires.

## Antecedents

Mapa de les governacions d'Amèrica del Sud (1534-1539), segons la capitulació de Toledo

La capitulació del 21 de març de 1534 entre la Corona espanyola i el capità Pedro de Mendoza, li va atorgar el títol d'adelantado del Riu de la Plata i, exercint el càrrec, va crear a la primera regió administrativa que va anomenar inicialment «Governació del Paraguai», per la qual cosa es va acabar fusionant els dos noms, ja que els seus successors no van ser tots adelantados o bé no van ser tots governadors, per la qual cosa quedaria el nom de jurisdicció com a Governació del Riu de la Plata i del Paraguai.
Per reial cèdula de 1617 i de facto el 1618, es produiria la divisió d'aquesta governació, creant-se d'aquesta forma la Governació del Paraguai, anomenada originalment del «Guayrá», i l'altra com «Governació del Riu de la Plata» o «Governació de Buenos Aires», amb capital a la ciutat de Buenos Aires.
El seu territori comprenia, després de la divisió, el Litoral argentí i el futur Estat de Buenos Aires, o sigui una porció de l'actual Argentina, exceptuant la llavors regió xilena del Cuyo i la Governació del Tucumán, a més de la Banda Oriental i la part meridional de l'actual Brasil, com Riu Grande do Sul.

## L'exploració del territori i fundacions
Sebastià Cabot va realitzar les primeres fundacions als territoris del Plata el 1527, sent el primer d'aquests el fortí de San Lázaro, el 7 d'abril (quan va trobar a Francisco del Puerto un grumet o aprenent de mariner de l'expedició de Juan Díaz de Solís convivint amb els aborígens xarrues des del 1516), després de l'albirament d'una illa a la qual van anomenar Illa de San Gabriel per ser el dia d'aquest sant el 18 de març.
Després van remuntar el riu Uruguai fins a arribar a la desembocadura del llavors batejat riu San Salvador, i fent uns 20 km aigües amunt d'aquest últim, abans del revolt cap al sud, va fundar en el seu marge septentrional el Port de Sant Salvador (prop de l'actual Dolores que es troba al marge meridional), deixant una petita guarnició.
Continuant amb l'expedició, van descendir per les aigües fins a arribar de nou al riu de la Plata, remuntant algun braç del delta del Paraná i així el riu homònim fins a arribar a la desembocadura del riu Carcarañá. En aquest lloc (l'actual Puerto Gaboto), el 9 de juny de l'esmentat any, va fundar el Fort de Sancti Spiritus. Aquest fort va ser incendiat a l'agost de 1529 pels aborígens querandís, l'endemà passat de la partida de Cabot cap al nord. La població, que es va refugiar en les naus, va partir cap al Puerto San Salvador de la Banda Oriental. A l'octubre de 1530 aquest port va ser destruït pels yaros i xarrues, provocant la finalització de la missió que va salpar cap a Espanya.

## El període dels Adelantados

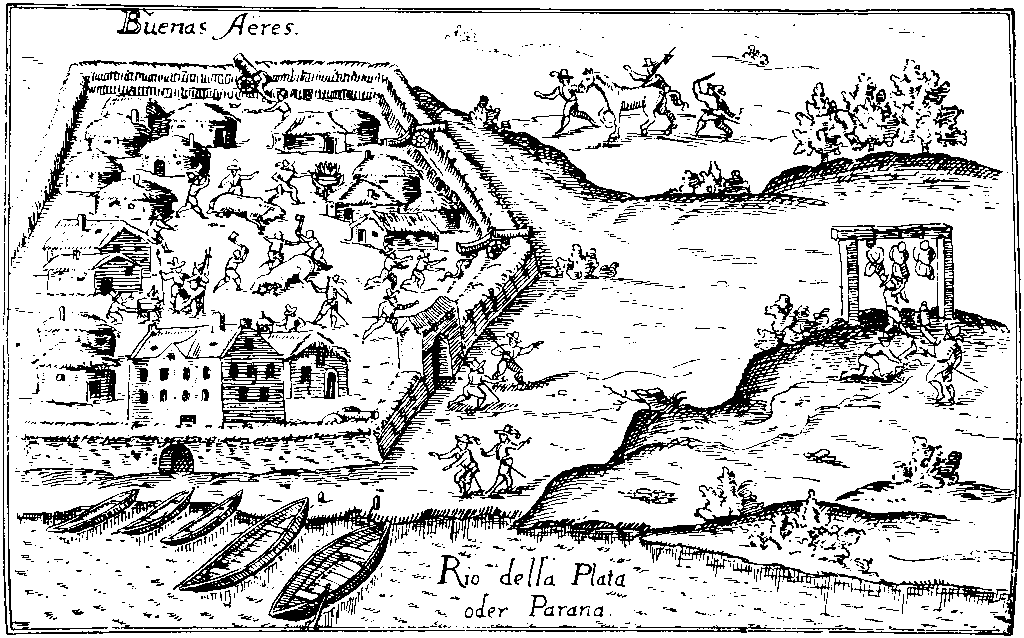
Buenos Aires poc després de la seva fundació, 1536

La primera governació a la regió de la conca del Riu de la Plata, la Governació de Nova Andalusia, va ser encomanada a l'adelantado (avançat) Pedro de Mendoza per mitjà d'una capitulació amb el rei d'Espanya el 21 de març de 1534.
Juan de Ayolas, tinent de governador i successor de Mendoza va fundar el Fort de Corpus Christi el 1535, prop del fort fundat per Cabot, però va ser destruït pels caracaráes.
El 2 de febrer de 1536 Mendoza va fundar «Nuestra Señora del Buen Aire», antecedent de Buenos Aires, i es va retirar a Espanya deixant com a tinent governador en aquesta ciutat a Francisco Ruiz Galán. Aquesta població va ser destruïda pels aborígens locals el 1541 i els seus pobladors supervivents van fugir cap a Asunción.
El 1552 el rei va confirmar a Domingo Martínez de Irala com a governador, mantenint-se fins al 1556. Durant el seu mandat, el capità Juan Romero va fundar la Vila de San Juan el 1552 sobre el riu homònim (prop de l'actual Colònia del Sacramento) que va ser immediatament destruïda pels xarrues el 1553.
El 1573, Martín Suárez de Toledo va ser qui va enviar a Juan de Garay a fundar la ciutat de Santa Fe de la Vera Cruz a la vora del riu Paraná.
En 1569 el rei va capitular a Juan Ortiz de Zárate, nomenant-lo 3r Avanzado del Riu de la Plata en les seves funcions (i 5è sense exercir-les), qui a finals de 1574 va fundar la ciutat de Zaratina del San Salvador en el lloc on Sebastià Cabot havia fundat un fort, però va durar fins 1577 a causa d'un atac dels xarrues.
El 1580, Juan de Garay va vèncer als querandís en el combat de la Matança i va tornar a fundar Buenos Aires, anomenant-la Santísima Trinidad, deixant al seu port el nom original de Santa Maria de Buenos Aires. Garay va morir el 1584 a les mans dels xarrues.
En 1585 Alonso de Vera y Aragón y Calderón (conegut amb el malnom de «el cara de gos») i cosí polític de Garay, va fundar Concepción de Nuestra Señora (comunament anomenada Concepció del Bermejo) en terres dels mataráes, ciutat que va subsistir fins al 1632, quan els seus habitants es van retirar cap a Corrientes.
El 1590, Juan Torres de Vera y Aragón va renunciar a la governació i es va retirar a Espanya, sent elegit governador Hernando Arias de Saavedra (més conegut com a «Hernandarias») qui va ser succeït el 1594 per Fernando de Zárate. Aquest va ser succeït el 1598 per Diego Valdés de la Banda, que va morir poc després, reasumint Hernandarias el 1600 i sent confirmat com a governador pel rei Felip II el 1601, posant fi al nomenament d'Avanzados

## La creació de les governacions del Riu de la Plata i del Guayrá
La governació del Riu de la Plata va ser creada per una reial cèdula del rei Felip II de 16 de desembre de 1617, per la qual es divideix l'antiga Governació del Riu de la Plata i del Paraguai entre dues noves governacions anomenades «Governació del Riu de la Plata» i «Governació del Guayrá» (o Governació del Paraguai).
| « | El príncep Felip per la gràcia de Déu, Rei de Castella, de Lleó, d'Aragó ... etc. Puix que, havent entès que algunes de les ciutats de les Províncies del Riu de la Plata, es trobaven en gran perill de ser destruïdes pels Indis guaycurús, payaguáes, nacions que estan rebels i conjuminades i que fan grans danys, i que per remei i objecció d'això convenia es dividís aquell Govern que té més de cinc-centes llegües de districte i en ell vuit ciutats molt distants, sense poder-se socórrer les unes a les altres, particularment les tres d'elles que són de la Província de Guayrá, les quals mai han pogut ser visitades de Governador ni Bisbe, ni administrant-se en elles el sagrament de la Confirmació, consultant el meu parer, he tingut per bé que la dit Govern es divideixi en dos, que l'un sigui del Riu de la Plata, agregant-li les ciutats de la Trinitat port de Santa María de Buenos Aires, la Ciutat de Santa Fe, la de Corrientes i la Ciutat de La Concepció del Ríu Bermejo; i l'altre Govern s'intituli de Guayrá, agregant-li per cap del seu Govern, la Ciutat de l'Asunción del Paraguai i la de Villa Real, Villa Rica del Espíritu Santo i la Ciutat de Santiago de Jerez (...) | » |

El 1621, fra Pedro Carranza va assumir coma primer bisbe de la Gobernació del Ríu de la Plata.
Felip III va disposar dues reials cèdules de 1625 i 1626, per agregar a la governació del Ríu de la Plata els territoris de les missions jesuítiques del Paranà i del Paraguai.

### La creació de la Colònia de Sacramento
El gener de 1680, els portuguesos van fundar en territori de la governació, enfront de Buenos Aires, la Colònia del Sacramento, que va ser ocupada pel governador José de Garro el 7 d'agost d'aquest any i retornada a Portugal al febrer de 1683.
Al març de 1705, després d'un setge de cinc mesos, va ser abandonada per Portugal, però va tornar al seu domini en 1715 com a conseqüència del Tractat d'Utrecht.
Una reial cèdula de 11 de febrer de 1724, va encarregar als bisbes d'Asunción i de Buenos Aires que arreglessin els límits jurisdiccionals entre les dues governacions i bisbats d'acord «a les ereccions de les esglésies i a la possessió i costum en què estiguessin». Els bisbes van designar als sacerdots José Insaurralde i Anselmo de la Mata, que a Candelaria, el 8 de juny de 1727, van pronunciar el següent laude:
| « | Havent admès ambdós la Comissió, usant d'ella, i recorrent amb tot acord i cura dels instruments, que paren a l'arxiu d'aquestes Missions, les ereccions dels pobles i territoris d'ambdues províncies del Paraná, i Uruguai, trobem que els termes del Bisbat del Paraguai són i inclouen les vessants totes del Riu Paraná; i els del Bisbat de Buenos Aires les del Riu Uruguai que són les divisions de tots dos Bisbats, i que els pobles de Candelaria, San Cosme, i Santa Ana, sobre que és litigi, es troben en el territori del Paraguai, encara que es troben sobre aquesta altra banda del Paraná, com els pobles de Nuestra Señora de Loreto, San Ignacio Miri y Corpus i que en la divisió d'ambdós Bisbats, s'han tingut i jutjat aquests pobles per pertanyents a aquest Bisbat del Paraguai, i com a tals han estat visitats dels Senyors Bisbes d'aquesta Diòcesi i els seus visitadors, sense cap contradicció dels Senyors Bisbes de Buenos Aires, havent corregut el mateix en el polític, sense contradicció dels Senyors Governadors de Buenos Aires, i que el poble de La Trinidad està així mateix al territori del Bisbat del Paraguai sobre el Riu Paraná, encara que fins ara s'ha tingut, i prestigiós de la jurisdicció del Bisbat de Buenos Aires, i com a tal visitat d'aquests Senyors Bisbes de Buenos Aires, per ser originaris del poble de San Carlos que és de la jurisdicció, i territori d'aquest Bisbat de Buenos Aires, i que el poble de San José (sobre que també hi ha el litigi) es troba al territori del Bisbat de Buenos Aires i va estar a aquesta jurisdicció, i va ser visitat pels Senyors Bisbes de Buenos Aires, i els seus visitadors per començar allà les vessants del Riu Uruguai, que tot i que dista dotze llegües d'aquest i només set del Paraná, els seus vessants són al dit Riu Uruguai, i així des de la divisió de tots dos Bisbats van tenir possessió de dit poble dels Senyors Bisbes de Buenos Aires fins que l'any de 1684, l'Il·lm. Sr. Faustino de las Casas va obtenir reial cèdula de S. M. en què li va adjudicar a dit Bisbat en virtut de la qual va prendre possessió, i així aquest poble ha estat visitat de tots dos Senyors Bisbes. Per la qual cosa, i per les poderoses raons, que amb madur acord hem conferit, usant de l'autoritat, que en virtut d'aquest compromís se'ns ha conferit, pronunciem i declarem: que els pobles de la Candelera, San Cosme, Santa Ana, i la Trinidad, són i pertanyen a la jurisdicció i Bisbat del Paraguai, per estar fundats en el territori d'aquest Bisbat, sense que això obsti ser el poble de la Trinidad originari del de San Carlos que és del districte del Bisbat de Buenos Aires, doncs els pobles no han de ser del territori de l'origen, sinó del que estan fundats, com es veu en els pobles de Santa Maria la Mayor, i San Llorenzo, que sent oriünds, i transportats d'Iguazú, jurisdicció del Bisbat del Paraguai, per haver fundat el territori de Buenos Aires, són, i han estat sense contradicció d'aquest Bisbat de Buenos Aires. Item declarem que el poble de San José ha de ser, i pertany al Bisbat de Buenos Aires per estar al seu territori, com San Carlos, doncs encara que més distants del Riu Uruguai, que del Paraná corren a l'Uruguai les seves vessants, i així han estat sempre dividides, i reputades dues províncies del Riu Paraná i Uruguai en la nostra Companyia, i els capellans d'aquests pobles obtenien la canònica institució respectivament d'aquests Senyors Bisbes expressats, fins que va moure litigi. Així mateix, declarem, que en cas de dividir-se alguns pobles, i formar-se colònies segueixin aquestes, no el territori de l'origen, sinó el d'on es fundaren segons els límits, i territoris expressats de tots dos Bisbats: Amb la qual cosa cadascun dels dos Senyors Bisbes podran visitar les seves Bisbats, sense necessitat de transitar un al territori i jurisdicció de l'altre. | » |

El Rei va disposar el 6 de novembre de 1726 que els tretze pobles de les missions del Riu Paraná, fossin agregats al Govern de Buenos Aires.

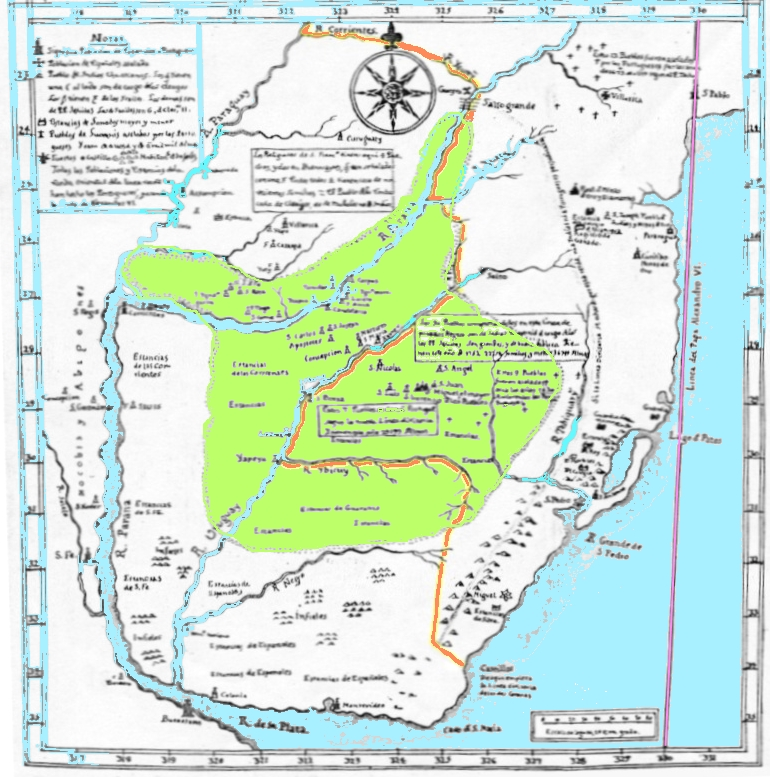
Divisió de les Missions. En verd el domini jesuïta; en taronja, límit després del Tractat de Madrid del 1750 entre Espanya i Portugal; en rosa, el Tractat de Tordesillas

El 1750, el Tractat de Madrid de límits entre Espanya i Portugal, en abolir la línia del Tractat de Tordesillas, va afectar la governació en els límits de la Banda Oriental, incorporant al seu territori la Colònia del Sacramento (no va ser lliurada per Portugal) i perdent les Misiones Orientales (ocupades per Portugal al maig de 1756 en finalitzar la Guerra Guaranítica):
| « | Article IV: Els confins del domini de les dues Monarquies principiaran a la barra que forma, a la costa de la mar, el rierol que surt al peu del Monte de las Castillos Grandes; des la faldilla continuarà la frontera, buscant en línia recta al capdamunt, o cim de les muntanyes, les vessants baixen per una banda a la costa que corre al nord d'aquest rierol, o a la Llacuna Merin, o del Miní, i per la una altra, a la costa que corre des de dit rierol al sud, o al riu de la Plata. De manera que els cims de les muntanyes serveixin de ratlla del domini de les dues Corones. I així se seguirà la frontera, fins a trobar l'origen principal i capçalera del Riu Negre, i per sobre d'elles continuarà fins a l'origen principal del riu Ibicuí, seguint, aigües avall d'aquest riu, fins a on desemboca a l'Uruguai per la seva ribera oriental, quedant de Portugal tots els vessants que baixen cap a aquesta llacuna, o al Riu Grande de San Pedro; i d'Espanya, les que baixen als rius que van a unir-se amb el de la Plata. | » |

| « | Article V: Pujarà des de la boca de l'Ibicuí, per les aigües de l'Uruguai, fins a trobar la del riu Pepirí o Pequirí, que desguassa a l'Uruguai per la seva ribera occidental; i continuarà, aigües amunt del Pepirí, fins al seu origen principal, des del qual seguirà pel més alt del terreny, fins a la capçalera principal del riu més veí, que desemboca al gran de Curitibá, que per un altre nom anomenen Iguazú; per les aigües d'aquest riu, més veí de l'origen del Pepirí, i després, per les del Iguazú, o Riu Gran de Curitibá, continuarà la ratlla fins on el mateix Iguazú desemboca al Paraná per la seva ribera oriental i des d'aquesta boca seguirà, aigües amunt del Paraná, fins on se li ajunta el riu Igurey, i per la seva ribera occidental. | » |

| « | Article XIII: La seva Majestat Fidelísima, en nom seu i dels seus hereus i successors, cedeix per sempre a la Corona d'Espanya la Colònia del Sacramento, i tot el seu territori adjacent a ella en el marge septentrional del Riu de la Plata, a l'altre declarats en l'article IV; i les places, ports i establiments que es comprenen en el mateix paratge; com també la navegació del mateix Riu de la Plata, la qual pertanyerà enterament a la Corona d'Espanya. I perquè tingui efecte, renúncia Sa Majestat Fidelísima tot el dret i acció que tenia reservat a la seva Corona pel tractat provisional de 7 de Maig de 1681, i la possessió, dret i acció que li pertany i pugui tocar-lo, en virtut dels articles V i IV del tractat d'Utrecht, de 6 de febrer de 1715, o per una altra qualsevol convenció, títol o fonament. | » |

El 1730 es van crear les parròquies rurals (o curatos) de San José de los Arrecifes, Nuestra Señora de Luján, San Antonio de Areco, San Isidro, Matanza y Conchas (seu a Merlo), Santa María Magdalena (seu interina a Quilmes), i la del Pago de los Arroyos (zona depenent de Santa Fe)
El 1750 va ser creada la viceparròquia de Pilar (depenent de Luján), afegint-se a les ja existents de Cañada de la Cruz o Capilla del Señor (el 1735, depenent de San Antonio de Areco) i San Vicente Ferrer (el 1748, dependient de la parròquia rural de los Arroyos).
El 1755, el poble de Luján es va convertir en vila i es va establir el seu cabildo.
El Tratat del Pardo del 12 de febrer de 1761, va anul·lar el Tractat de Madrid de 1750, restablint la línia de Tordesillas.
El 2 de novembre de 1762, Pedro de Ceballos va recuperar per a Espanya la Colonia del Sacramento les illes Martín García i San Gabriel. Després va marxar cap a Río Grande do Sul, ocupant els forts de Santa Teresa i San Miguel, entrant a la villa de San Pedro el 12 de maig de 1763. Pel Tractat de París de 1763, la Colonia del Sacramento i l'illa de San Gabriel van ser tornades a Portugal.

### La primera expedició de Cevallos a Río Grande
Per ordre del Rei, el 7 de desembre de 1768, el governador Bucarelli va enviar una expedició a ocupar la Terra del Foc, però va tornar des de l'estret de Magallanes:
| « | Aprofitant l'actual estació vaig despatxar el 7 del present (desembre de 1768) a don Manuel Pando, amb dues embarcacions el bergantí San Francisco de Paula i la goleta San Rafael ben disposades, municionades i artillades, un sergent i vuit soldats, tres religiosos dominics i diverses espècies oportunes per al manteniment dels indis per a l'illa del Foc, amb ordre de formar població al port més útil i avantatjós, als interessants objectes a què es dirigeix, de romandre-hi fins a la primera ventura, reconèixer tota la seva costa, la de Patagones i l'Estret de Magallanes al Port Famine, per desallotjar els anglesos o reconvenir-los cas de trobar-los sent superiors les forces, quedant-se amb una embarcació i enviant l'altra amb les notícies que adquireixi. | » |

## Creació del Virregnat del Riu de la Plata

Mapa de 1782 de les governacions del Virregnat del Riu de la Plata creades a partir de la ordenança reial d'intendents del Ríu de la Plata

El 1r d'agost de 1776, el rei d'Espanya va dictar una reial cèdula creant el Virregnat del Riu de la Plata, quedant Buenos Aires com la seva capital i la Governació del Riu de la Plata, directament al comandament del nou virrei.
El 1780 van ser creades les parròquies de Pilar, Cañada de la Cruz (o Capilla del Señor), San Nicolás (ex San Vicente Ferrer), Baradero, San Pedro, Pergamino, Las Conchas, Morón (Matanza o Conchas), Quilmes, i San Vicente. Sumant-se a les existents d'Arrecifes, Luján, San Antonio de Areco, San Isidro, i Magdalena.
La Reial Ordenança d'Intendents del 28 de gener de 1782, va dividir el virregnat en intendències, passant la Governació del Riu de la Plata a ser la Intendència de Buenos Aires i retornant a la jurisdicció d'Asunción dels tretze pobles de les Missions del Riu Paraná.

## Governadors del Riu de la Plata sota el Virregnat del Perú
Entre el 17 de maig de 1618, data de la possessió del primer governador sota el comandament del virrei del Perú, i l'any 1776, data de la creació del Virregnat del Riu de la Plata, van ocupar el càrrec:
- Diego de Góngora (1618-1623).
- Diego Páez de Clavijo (1623, interí).
- Alonso Pérez de Salazar (1623-1624, interí).
- Francisco de Céspedes (1624-1631).
- Pedro Esteban Dávila (1631-1637).
- Mendo de la Cueva y Benavídez (1637-1640).
- Ventura Mojica (o Mujica) (1640-1641).
- Andrés de Sandoval (1641).
- Jerónimo Luis de Cabrera y Garay (1641-1646).
- Jacinto de Lariz (1646-1653).
- Pedro Baigorri Ruiz (1653-1660).
- Alonso Mercado y Villacorta (1660-1663).
- José Martínez de Salazar (1663-1674).
- Andrés de Robles (1674-1678).
- José de Garro (1678-1682).
- José de Herrera y Sotomayor (1682-1691).
- Agustín de Robles Lorenzana (1691-1700).
- Manuel de Prado Maldonado (1700-1704).
- Alonso Juan de Valdés e Inclán (1704-1708).
- Manuel de Velazco (1708-1712).
- Alonso de Arce y Soria (1712-1715).
- Baltazar García Ros (1715-1717).
- Bruno Mauricio de Zabala (1717-1734).
- Miguel de Salcedo (1734-1742).
- Domingo Ortiz de Rozas (1742-1745).
- José de Andonaegui (1745-1756).
- Pedro de Cevallos (1756-1766).
- Francisco de Paula Bucarelli (1766-1770).
- Juan José de Vértiz y Salcedo (1770-1776).

## Governadors de Buenos Aires sota el Virregnat del Riu de la Plata
- Pedro de Cevallos (1777-1778, a més de ser el primer virrei del Riu de la Plata).
- Juan José de Vértiz y Salcedo (1778-1783, a més de ser el segon virrei del Riu de la Plata).